# Antoine Bourlard
Antoine Bourlard (Mons, 30 juin 1826 - 24 août 1899) est un artiste-peintre belge et graveur. Il est un peintre de sujets historiques et de portraits.

## Biographie

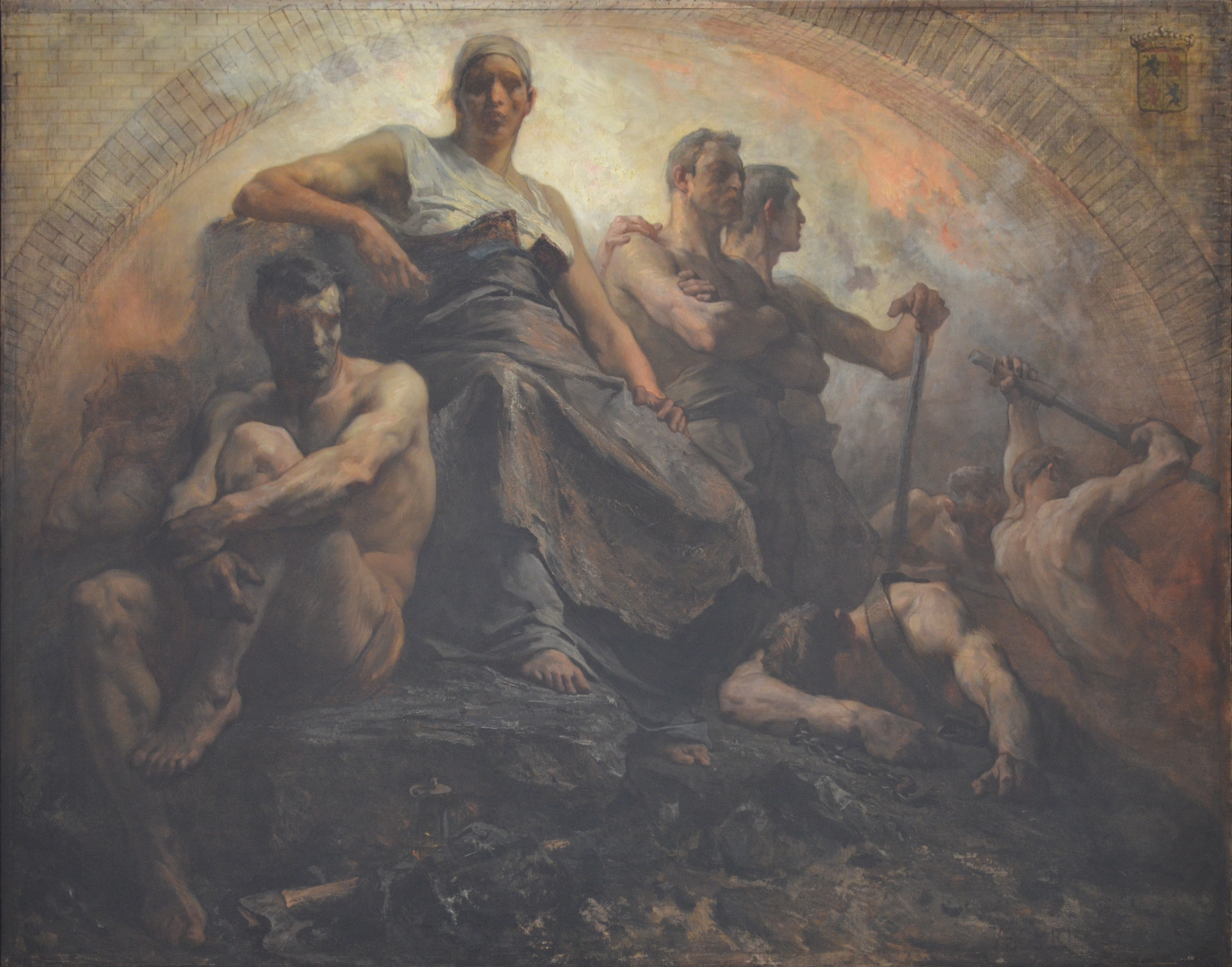
Industria (1890).

Antoine Joseph Bourlard, né le 30 juin 1826 à Mons, est le fils de Jean-Baptiste Bourlard, bottier, et de Désirée Sieurain.
Il reçoit une formation classique à l'Académie royale des Beaux-Arts de Mons, sous l'auspice d'Antoine Van Ysendyck. Il poursuit ses études à l'École des beaux-arts de Paris en 1846.
En 1852, il reçoit un subside de la ville de Mons pour étudier l'art en Italie pendant cinq ans. En 1853, il se rend en Italie où il résidera finalement dix-huit ans et où il acquiert une grande réputation. Il y réalise des peintures historiques, des scènes de genre, des portraits et des paysages d’Italie. Il gardera par la suite dans son style l'influence de ses années en Italie. Il évoluera cependant en représentant les ouvriers dans l'environnement industriel hennuyer.
Rentré à Mons, il devient professeur de l'Académie royale des Beaux-Arts de Mons en 1871 puis directeur en 1879, poste qu'il occupe jusqu'à sa mort. Il  a eu comme élève et proche collaboratrice Cécile Douard . Émile Motte, Alfred Duriau, Paul Leduc, Hector Louis Goffint, Charles Bernier, Victor Dieu, Léon Londot et Pol Stiévenart ont également suivi son enseignement. Stiévenart lui consacrera par la suite une biographie.
Ses œuvres sont présentes dans différents musées de Belgique.

## Sélection d'œuvres
- Caïn et Abel, exposition triennale de Mons, 1846.
- Les Anges déchus, huile sur toile, 1851.
- L'Esclave, huile sur toile, Musées royaux des Beaux-Arts de Belgique.
- Le Christ mort sur les genoux de la Vierge, huile sur toile, Musées royaux des Beaux-Arts de Belgique.
- Combat de taureaux, huile sur toile, collections de la ville de Mons.
- Femme aux pigeons, huile sur toile, collections de la ville de Mons.
- Bohémienne, huile sur toile, collections de la ville de Mons.
- Étude de nu, huile sur toile, collections de la ville de Mons.
- Hiercheuse, huile sur toile.
- Boraine, huile sur toile.
- Combat de Gilles de Chin et du Dragon, huile sur toile, Grande salle de l'hôtel de ville de Mons, 1893.
- Portrait de Charles Potvin, huile sur toile.
- L'Aratro, huile sur toile, 1876.
- Industria, huile sur toile, 1890.

## Hommage et Distinction
La rue Antoine Bourlard à Mons perpétue sa mémoire.
Son portrait a été réalisé par le peintre Alfred Cluysenaar et par Cécile Douard (à présent au musée de Mons).
La distinction suivante lui a été attribuée :
- Chevalier de l'ordre de Léopold.